# GLinux

gLinux是基于Debian的Linux发行版，是Google内部被工程师用作工作站与笔记本电脑的操作系统之一，替换了基于Ubuntu的Goobuntu。Google gLinux团队用他们修改过的源代码构建系统。